# ザンビア大学付属教育病院
ザンビア大学付属教育病院（ザンビアだいがくふぞくきょういくびょういん）は、ザンビアの首都、ルサカ市内に存在する総合病院。略称UTH（University Teaching Hospital）。

## 概要
本来、ザンビア大学医学部の臨床医学教育を担うとともに、高度先進医療サービスを提供する病院であるはずだが、100万人以上の人口を有するルサカ市内に、日本でいうところの1次、2次医療サービスを担う総合病院は存在しない。このため、市内はもとより国内における医療の全ての重責がのしかかってくる。

## 海外からの支援
1990年代には、日本の国際協力機構が小児科病棟を建設した経緯もあり、2000年代に入っても婦人科や小児科の医療機器の提供、メンテナンスに必要なコンサルティングが行われている。また近年ではアメリカのクリントン財団が小児科病棟での小児AIDS治療センターの建設、医師派遣を行っている。また、国際連合人口基金による産婦人科病棟への機材、薬剤の供与が行われている。